# 괴산 원풍리 마애이불병좌상
괴산 원풍리 마애이불병좌상(槐山 院豊里 磨崖二佛並坐像)은 충청북도 괴산군 연풍면 원풍리에 있는, 고려 시대의 마애불 좌상이다.
1963년 1월 21일 대한민국의 보물 제97호 괴산원풍리마애불좌상(槐山院豊里磨崖佛坐像)으로 지정되었다가, 2010년 8월 25일 현재의 명칭으로 변경되었다..

## 개요
12m 높이의 암벽에 3.6×3.6m 크기의 방형 감실을 파고 그 안에 3.1m 높이의 불상 2구를 반육각으로 조각하였는데 두 불상을 나란히 배치한 병좌상이다. 병좌상은 매우 희귀하다. 넓적하면서도 힘있는 얼굴에 가늘고 긴 눈, 넓적한 입 등의 조각수법은 평면적으로 양감이 거의 드러나 있지 않지만, 얼굴 전반에 미소가 번지고 있어 완강하면서도 한결 자비로운 느낌을 준다. 신체 또한 반듯한 어깨, 평평한 가슴 등으로 형식화되었으며, 통견의 법의 주름은 무딘 선각으로 표현되었다. 광배에는 화불이 조각되었으나 세부 수법은 마멸 때문에 분명하지 않다.
두 불상을 나란히 조각한 것은 법화경의 사상을 반영한 석가·다보 이불병좌상으로 추정되는 것으로 이불병좌상 가운데 대표적인 작품으로 평가된다.

## 참고 문헌
- 괴산 원풍리 마애이불병좌상 - 국가유산청 국가유산포털
- 괴산군 관광정보[깨진 링크(과거 내용 찾기)]
- 이 문서에는 다음커뮤니케이션(현 카카오)에서 GFDL 또는 CC-SA 라이선스로 배포한 글로벌 세계대백과사전의 내용을 기초로 작성된 글이 포함되어 있습니다.